# Igeltjärnen (Bergsjö socken, Hälsingland, vid Lillbodarna)
Igeltjärnen är en sjö i Nordanstigs kommun i Hälsingland och ingår i Gnarpsåns huvudavrinningsområde.